# Katinka Hosu
Katinka Hosu (Katinka Hosszú, Pečuj, 3. maj 1989. godine) mađarska je plivačica, trostruka olimpijska, dvostruka svetska šampionka i četrnaest puta evropska šampionka. Prva takmičarka  koja je držala svetski rekord u svih pet kategorija mešovitog stila (200 m, 400 m, mali bazeni: 100 m, 200 m, 400 m). 

## Školovanje
Između 1996. i 2002. godine bila je učenica u osnovne škole u Baji. U istom gradu, 2008. godine završava gimnaziju. Od jeseni 2008. godine je student Fakulteta Južna Kalifornija u Los Anđelesu, gde se i spremala za takmičenja. Diplomirala je psihologiju 2012. godine na osnovnim akademskim studijama (bachelor).

## Porodica
Roditelji: otac Ištvan Hosu (Istvan Hosszu) i majka Barbara Bakos. Deda Laslo Bakos je bio Katinkin prvi trener. Udala se za svog trenera, Amerikanca Sane Tusupa, 22. augusta 2013. godine- a (Shane Tusup). Maja 2018. godine Hosu i Tusup su, po pisanju medija, raskinuli, kako na poslovnom, tako i na privatnom planu. Razvod su pokrenuli u junu iste godine.

## Glavni uspesi u karijeri
- Olimpijske igre:
  - 1.		mesto (200 m mešovito) 2016 (2:06,58 – olimpijski		rekord)
  - 1.		mesto (100 m leđno) 2016 (0:58,45 – nacionalni		rekord)
  - 1.		mesto (400		m mešovito) 2016 (4:26,36 – novi		svetski rekord)
  - 2.		mesto (200 m leđno) 2016
  - 4.		mesto (400 m mešovito) 2012 (4:33,49)
  - 9.		mesto (200 m delfin) 2012
  - 8.		mesto (200 m mešovito) 2012
  - 12.		mesto (400 m mešovito): 2008 (4:37,55)
  - 17.		mesto (200 m mešovito): 2008 (2:13,05)
  - 31.		mesto (200 m kraul): 2004 (2:04,22)
- Svetsko prventstvo:
  - Zlatna		medalja (200 m mešovito): 2015 (2:06,12 – novi		svetski rekord)
  - Zlatna		medalja (400 m mešovito): 2015 (4:30,39)
  - Bronzana		medalja (200 m leđno): 2015 (2:06,84)
  - Zlatna		medalja (200 m mešovito): 2013 (2:07,92)
  - Bronzana		medalja (200 m delfin): 2013 (2:05,59)
  - Zlatna		medalja (400 m mešovito): 2013 (4:30,41)
  - Zlatna		medalja (400 m mešovito): 2009 (4:30,31)
  - Bronzana		medalja (200 m mešovito): 2009 (2:07,46)
  - Bronzana		medalja (200 m delfin): 2009 (2:04,28)
  - Zlatna		medalja (200 m mešovito): 2017 (2:07.00)
  - Zlatna		medalja (400 m mešovito): 2017 (4:29.33 – svetski		rekord)
- Evropsko prvenstvo:
  - Srebrna		medalja (400 m mešovito): 2008 (4:37,43)
  - Srebrna		medalja (400 m mešovito): 2010 (4:36,43)
  - Zlatna		medalja (200 m mešovito): 2010 (2:09,09)
  - Zlatna		medalja (4×200 m štafeta): 2010
  - Zlatna		medalja (200 m delfin): 2010 (2:06,71)
  - Zlatna		medalja (200 m delfin): 2012 (2:07,28)
  - Zlatna		medalja (200 m mešovito): 2012 (2:10,84)
  - Zlatna		medalja (400 m mešovito): 2012 (4:33,76)
  - Srebrna		medalja (4×200 m štafeta): 2012 (7:54,70)
  - Zlatna		medalja (400 m mešovito): 2014 (4:31,03), 2016 (4:30,90		– Evropski		rekord)
  - Zlatna		medalja (200 m leđno): 2016 (2:07,01)
  - Zlatna		medalja (200 m mešovito): 2018 (2:10,17)
- Evropski	rekord - kratka staza:
  - Bronzana		medalja (400 m mešovito): 2004 (4:35,41)

## Spoljašnje veze
- Katinka Hosu на сајту Sports-Reference.com (архивирано)